# 瑞峰塔
29°38′03.6″N 121°24′57.8″E / 29.634333°N 121.416056°E
瑞峰塔是浙江省宁波市奉化区的一座古塔。古塔位于岳林街道龙潭村南山北峰，始建于唐咸通五年（864年），现存塔身建于清嘉庆十二年（1807年），为六角七级石塔，由条石合榫制成，塔下有碑亭。古塔1987年2月成为奉化县文物保护单位，2023年6月成为浙江省文物保护单位。